# Port-Katon
Port-Katon (ryska: Порт-Катон) är en by i Azovskij rajon i Rostov oblast, 98 kilometer västerut om Rostov-na-Donu vid Azovska havets sydöstra kust. Byn har cirka 2 000 invånare (2018) och dess postkod är 346778.
Samhället anlades någon gång under 1700-talet. I Port-Katon finns en Sberbank, men det är huvudsakligen en fiskeby.